# 海軍士官学校 (韓国)
座標: 北緯35度07分44秒 東経128度39分53秒 / 北緯35.128859度 東経128.664805度
海軍士官学校（해군사관학교、かいぐんしかんがっこう）は、韓国軍の海軍将校を養成する大学の扱いとしての4年制軍事学校（高等教育機関）である。1946年1月17日に開校した。慶尚南道昌原市鎮海区に所在している。
当初は日本に習って海軍兵学校（해군병학교）と呼ばれたが、後に海軍士官学校に改称された。

## 概要
入学資格は、大韓民国国民の未婚男女で、満17歳から21歳の間の高等学校卒業資格者となっている。一般教養課程と軍事学課程を含んで146単位を履修して、卒業資格試験に合格すれば、軍事学（全専攻共通）と専攻分野によって人文科学（国際関係学・安全保障学・外国語学・経営学）・理学（海洋学・計算機科学）・工学（電気工学・情報通信工学・機械工学）の学士号が授与され、海軍少尉に任官する。在学中生徒への待遇は、日本の防衛大学校や他の士官学校2校と同様に、被服・寝食・学費が支給され、所定の給料を受ける。
1999年から女子生徒の募集を開始しており、新入生定員の約10%が女性から選抜されている。